# Type moteur Toyota

## Codification moteur Toyota
Toyota Motor Corporation a produit une grande variété de moteurs automobiles différents. Le constructeur mondial utilise un système de chiffres et de lettres, simple et complexe à la fois, à cause du grand nombre de blocs moteurs et d'évolutions réalisées.
1. Le premier nombre donne l'évolution du bloc moteur.
2. La ou les deux lettres suivantes indiquent la famille de bloc moteur.
3. Viennent ensuite, séparées par un tiret, les spécifications du moteur en question.

## Spécifications
| Suffixe | Désignation                                                                            |
| ------- | -------------------------------------------------------------------------------------- |
| A       | VVT-i (décalage d'arbre à cames)                                                       |
| B       | Avant 2000, carburateur double latéraux de type SU. Après 2000, carburant éthanol E85. |
| C       | Carburateur / Norme antipollution californienne                                        |
| D       | Carburateur double corps                                                               |
| E       | Injection électronique                                                                 |
| F       | Calage d'arbre à cames orienté économie de carburant                                   |
| G       | Calage d’arbre à cames orienté pour la performance                                     |
| H       | Haute compression                                                                      |
| I       | Injection mono-point                                                                   |
| J       | Autochoke ou contrôle pollution sur véhicules commerciaux japonais                     |
| K       | Cycle Atkinson à la demande sur moteurs non-hybrides                                   |
| L       | Moteur en position transversale                                                        |
| M       | Relatif au marché philippin                                                            |
| N       | Moteur GNV                                                                             |
| P       | Moteur GPL                                                                             |
| R       | Basse compression (indice d'octane 87 maxi)                                            |
| S       |                                                                                        |
| SE      | D-4 Injection Directe (1990)                                                           |
| T       | Turbocompresseur                                                                       |
| U       | Catalyseur pour norme antipollution japonaise                                          |
| V       | Injection direct a rampe commune (D-4D)                                                |
| X       | Cycle d'Atkinson (utilisé par Toyota dans les moteurs hybride uniquement)              |
| Z       | Compresseur                                                                            |

Note : D'autres constructeurs comme Lotus, utilisent des moteurs Toyota, mais ne suivent pas la règle d’appellation Toyota. Par exemple, Lotus a rajouté un compresseur sur le 2ZZ-GE mais ne l’a pas appelé 2ZZ-GZE.

## Essence

### Bicylindres et 4 cylindres à plat

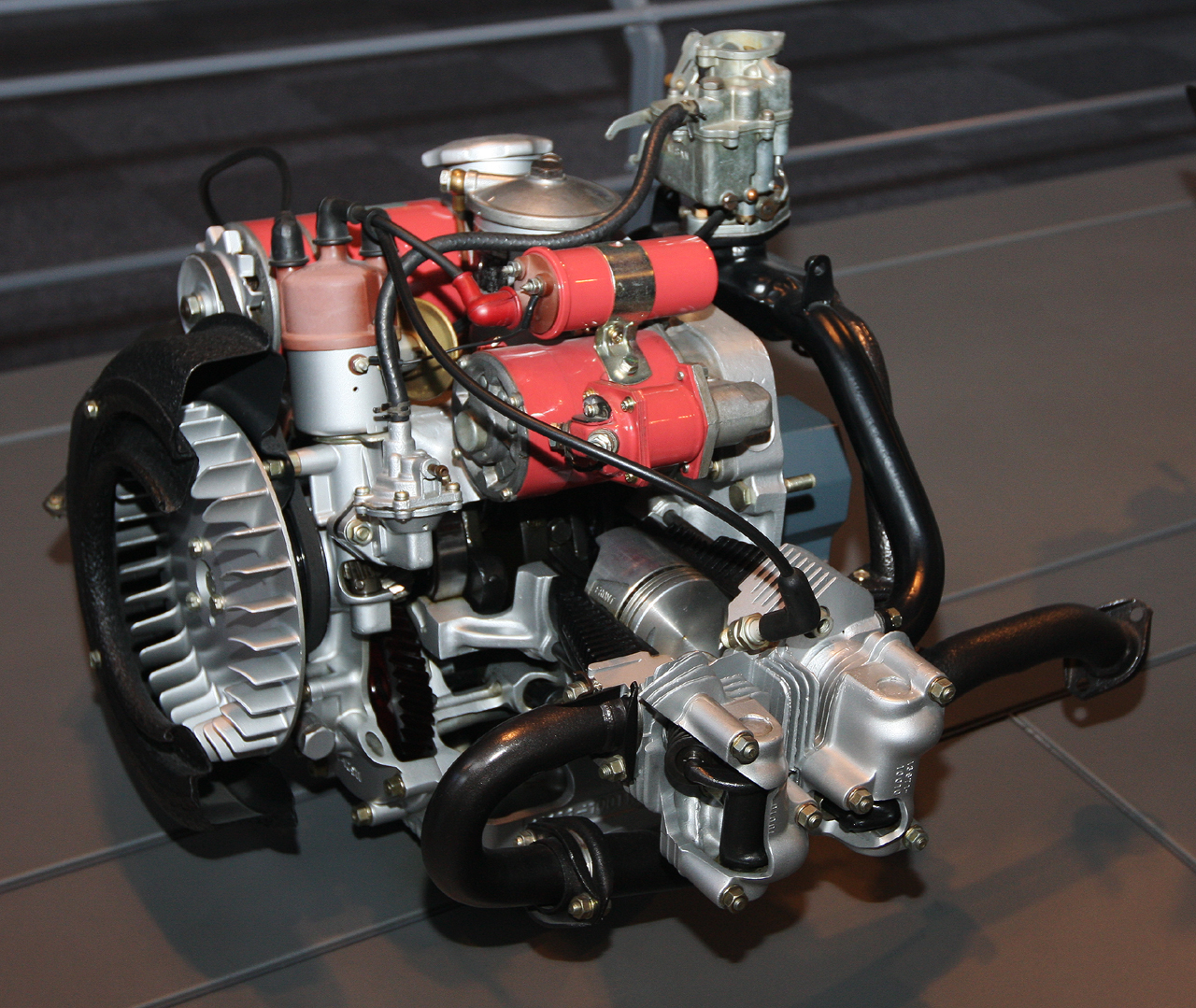
Type U
- 1961-1966 - 697 cm3 - U
- 1965-1976 - 790 cm3 - 2U
- 2012-2021 - 1 998 cm³ - 4U (Par Subaru)

### 3 cylindres en ligne
Type KR
- 2004 - 998 cm3 - 1KR (Par Daihatsu)

Type WZ
- 2018 - 1 199 cm³ - 2WZ (Par Peugeot)

Type M115A
- 2019 - 1 490 cm³ - M15A

Type G16E
- 2020 - 1 618 cm³ - G16E

Type WA
- 2021 - 1 198 cm³ - WA (Par Daihatsu)

### 4 cylindres en ligne
Type C (1ere Génération)
- 1939–1941 – 2 259 cm³ - C

Type S
- 1947–1959 – 995 cm³ - S

Type R
- 1953–1964 – 1 453 cm³ - R
- 1964–1969 – 1 490 cm³ - 2R
- 1959–1968 – 1 897 cm³ - 3R
- 1965–1968 – 1 587 cm³ - 4R
- 1968–1986 – 1 994 cm³ - 5R
- 1969–1974 – 1 707 cm³ - 6R
- 1968–1970 – 1 591 cm³ - 7R
- 1968–1972 – 1 858 cm³ - 8R
- 1967–1968 – 1 587 cm³ - 9R
- 1968–1971 – 1 858 cm³ - 10R
- 1969–1988 – 1 587 cm³ - 12R
- 1974–1980 – 1 808 cm³ - 16R
- 1971–1982 – 1 968 cm³ - 18R
- 1975–1977 – 1 968 cm³ - 19R
- 1974–1980 – 2 189 cm³ - 20R
- 1978–1987 – 1 972 cm³ - 21R
- 1980–1995 – 2 366 cm³ - 22R

Type P
- 1959–1961 – 997 cm³ - P
- 1961–1972 – 1198 cm³ - 2P
- 1972–1979 – 1 345 cm³ - 3P

Type K
- 1966–1969 – 1 077 cm³ - K
- 1969–1988 – 993 cm³ - 2K
- 1969–1979 – 1 166 cm³ - 3K
- 1978–1989 – 1 290 cm³ - 4K
- 1983–1989 – 1 486 cm³ - 5K
- 1998–1998 – 1 781 cm³ - 7K

Type T
- 1970–1979 – 1 407 cm³ - T
- 1970–1985 – 1 588 cm³ - 2T
- 1977–1985 – 1 770 cm³ - 3T
- 1970–1983 – 1 588 cm³ - 12T
- 1977–1982 – 1 770 cm³ - 13T

Type A
- 1978–1979 – 1 452 cm³ - 1A
- 1979–1986 – 1 295 cm³ - 2A
- 1979–1988 – 1 452 cm³ - 3A
- 1979–1998 – 1 587 cm³ - 4A
- 1987–1998 – 1 498 cm³ - 5A
- 1989–1992 – 1 397 cm³ - 6A
- 1993–1998 – 1 762 cm³ - 7A
- 2004–2006 – 1 342 cm³ - 8A

Type S
- 1982–1988 – 1 832 cm³ - 1S
- 1982–1987 – 1 995 cm³ - 2S
- 1985–2005 – 1 998 cm³ - 3S
- 1987–1998 – 1 838 cm³ - 4S
- 1990–2001 – 2 164 cm³ - 5S

Type Y
- 1982 – 1 626 cm³ - 1Y
- 1982 – 1 812 cm³ - 2Y
- 1982–1998 – 1 998 cm³ - 3Y
- 1985–1993 – 2 237 cm³ - 4Y

Type E
- 1985–1994 – 999 cm³ - 1E
- 1985–1998 – 1 295 cm³ - 2E
- 1986–1994 – 1 456 cm³ - 3E
- 1989–1998 – 1 331 cm³ - 4E
- 1991–1999 – 1 497 cm³ - 5E

Type TZ
- 1990–2000 – 2 438 cm³ - 2TZ

Type ZZ
- 1997–2007 – 1 794 cm³ - 1ZZ
- 1999–2006 – 1 796 cm³ - 2ZZ
- 2000 – 1 598 cm³ - 3ZZ
- 2000 – 1 398 cm³ - 4ZZ

Type RZ
- 1989–2004 – 1 998 cm³ - 1RZ
- 1989–2006 – 2 400 cm³ - 2RZ
- 1990–2004 – 2 693 cm³ - 3RZ

Type SZ (Par Daihatsu)
- 1999 – 997 cm³ - 1SZ
- 2001 – 1 298 cm³ - 2SZ
- 2006 – 1 495 cm³ - 3SZ

Type NZ
- 1997 – 1 497 cm³ - 1NZ
- 1999 – 1 298 cm³ - 2NZ

Type AZ
- 2000 – 1 998 cm³ - 1AZ
- 2000–2018 – 2 362 cm³ - 2AZ

Type TR
- 2003 – 1 998 cm³ - 1TR
- 2003 – 2 694 cm³ - 2TR

Type ZR
- 2007 – 1 598 cm³ - 1ZR
- 2007 – 1 797 cm³ - 2ZR
- 2007 – 1 986 cm³ - 3ZR

Type NR
- 2008 – 1 329 cm³ - 1NR
- 2010 – 1 496 cm³ - 2NR
- 2011 – 1 197 cm³ - 3NR
- 2013 – 1 329 cm³ - 4NR
- 2013 – 1 496 cm³ - 5NR
- 2010 – 1 329 cm³ - 6NR
- 2010 – 1 498 cm³ - 7NR
- 2015 – 1 197 cm³ - 8NR

Type AR
- 2008–2020? – 2 672 cm³ - 1AR
- 2008 – 2 494 cm³ - 2AR
- 2013 – 2 494 cm³ - 5AR
- 2014 – 1 998 cm³ - 6AR
- 2015 – 1 998 cm³ - 8AR

Type RI (Moteur de course)
- 2014 – 2.0 L RI4A
- 2014 – 2.0 L RI4AG

Type A25A
- 2017 – 2 487 cm³ - A25A

Type M20A
- 2018 – 1 987 cm³ - M20A

Type T24A
- 2021 – 2 393 cm³ - T24A

Type S20A
- 2022 – 1 997 cm³ - S20A

### 6 cylindres en ligne
Type A
- 1935–1947 – 3 389 cm³ - A

Type B (1ere Génération)
- 1937–1955 – 3 389 cm³ - B

Type D (prototype)
- 1944 – 4 052 cm³ - D

Type F
- 1955–1975 – 3 878 cm³ - F
- 1975–1987 – 4 230 cm³ - 2F
- 1985–1992 – 3 956 cm³ - 3F

Type M
- 1965–1985 – 1 988 cm³ - M
- 1966–1972 – 2 253 cm³ - 2M
- 1966–1971 – 1 988 cm³ - 3M
- 1972–1980 – 2 563 cm³ - 4M
- 1979–1988 – 2 759 cm³ - 5M
- 1984–1987 – 2 954 cm³ - 6M
- 1986–1992 – 2 954 cm³ - 7M

Type G
- 1979–2008 – 1 988 cm³ - 1G

Type JZ
- 1990–2006 – 2 491 cm³ - 1JZ
- 1991–2006 – 2 997 cm³ - 2JZ

Type FZ
- 1993–2007 – 4 477 cm³ - 1FZ

### V6
Type VZ
- 1987–1993 – 1 992 cm³ - 1VZ
- 1987–1991 – 2 496 cm³ - 2VZ
- 1987–1997 – 2 958 cm³ - 3VZ
- 1993–1998 – 2 496 cm³ - 4VZ
- 1995–2004 – 3 378 cm³ - 5VZ

Type MZ
- 1994–2007 – 2 995 cm³ - 1MZ
- 1998–2001 – 2 496 cm³ - 2MZ
- 2003–2014 – 3 310 cm³ - 3MZ

Type GR
- 2002 – 3 956 cm³ - 1GR
- 2006 – 3 456 cm³ - 2GR
- 2003–2010 – 2 994 cm³ - 3GR
- 2003–2015 – 2 499 cm³ - 4GR
- 2005 – 2 497 cm³ - 5GR
- 2013 – 3 956 cm³ - 6GR
- 2015 – 3 456 cm³ - 7GR
- 2017–2018 – 3 456 cm³ - 8GR

Type H8909 (Moteur de course)
- 2016–2020 – 2.4 L H8909
- 2021 – 3.5 L H8909

Type V35A
- 2017 – 3 444 cm³ - V35A

### V8
Type V
- 1963–1967 – 2 599 cm³ - V
- 1967–1973 – 2 981 cm³ - 3V
- 1973–1983 – 3 376 cm³ - 4V
- 1983–1998 – 3 995 cm³ - 5V

Type R (Moteur de course)
- 1988 – 3 200 cm³ - R32V
- 1989–1994 – 3 579 cm³ - R36V

Type UZ
- 1989–2002 – 3 969 cm³ - 1UZ
- 1998–2009 – 4 663 cm³ - 2UZ
- 2000–2010 – 4 292 cm³ - 3UZ

Type RV8 (Moteur de course)
- 1996 – 2.65L RV8A
- 1997 – 2.65L RV8B
- 1998 – 2.65L RV8C
- 1999 – 2.65L RV8D
- 2000 – 2.65L RV8E
- 2002 – 2.65L RV8F
- 2003 – 3.5L RV8I
- 2003 – 3.0 L
- 2006–2008 – 3.0 L RV8J
- 2009 – 3.4 L RV8K, RV8KG
- 2011 – 3.4 L RV8KLM
- 2014 – 3.7 L RV8KLM

Type Indy V8 (Moteur de course)
Type Formula One – RVX (Moteur de course)
- 2006 – 2 398 cm³ - RVX–06
- 2007 – 2 398 cm³ - RVX-07
- 2008 – 2 398 cm³ - RVX-08
- 2009 – 2 398 cm³ - RVX-09

Type UR
- 2006–2023 – 4 608 cm³ - 1UR
- 2007 – 4 969 cm³ - 2UR
- 2007–2022 – 5 663 cm³ - 3UR

### V10
Type RV10 (Moteur de course)
- 1991–1993 – 3 500 cm³ - RV10

Type Formula One – RVX (Moteur de course)
- 2001 – 2 998 cm³ - RVX-01
- 2002 – 2 998 cm³ - RVX-02
- 2003 – 2 998 cm³ - RVX-03
- 2004 – 2 998 cm³ - RVX-04
- 2005 – 2 998 cm³ - RVX-05

Type LR
- 2010–2012 – 4 805 cm³ - 1LR

### V12
Type GZ
- 1997–2017 – 4 996 cm³ - 1GZ

## Diesel

### 4 cylindres en ligne
Type C (2eme Génération)
- 1958–1964 – 1 491 cm³ - C

Type J
- 1964–1978 – 2 336 cm³ - J
- 1969–1983 – 2 481 cm³ - 2J

Type B (2eme Génération)
- 1974-1978 - 2 977 cm³ - B
- 1977-1982 - 3 168 cm³ - 2B
- 1980-1990 - 3 432 cm³ - 3B
- 1984-1990 - 2 977 cm³ - 11B
- 1984-1990 - 3 432 cm³ - 13B
- 1988-1996 - 3 661 cm³ - 14B
- 1996-2002 - 4 104 cm³ - 15B

Type L
- 1977–1983 – 2 188 cm³ - L
- 1980–2006 – 2 446 cm³ - 2L
- 1991–1997 – 2 779 cm³ - 3L
- 1997 – 2 986 cm³ - 5L

Type W
- 1983–1995 – 4 009 cm³ - 1W

Type C (3eme Génération)
- 1984–1992 – 1 839 cm³ - 1C
- 1984–2000 – 1 974 cm³ - 2C
- 1994–2002 – 2 184 cm³ - 3C

Type N
- 1986–1999 – 1 453 cm³ - 1N

Type KZ
- 1993–2004 – 2 982 cm³ - 1KZ

Type WZ (Par Groupe PSA)
- 2000–2001 – 1.9 L - 1WZ
- 2005–2010 – 1.4 L - 2WZ
- 2012 – 1.6 L - 3WZ
- 2012 – 2.0 L - 4WZ
- 2019 – 1.5 L  -5WZ

Type CD
- 2000–2006 – 1 995 cm³ - 1CD

Type ND
- 2001–2020 – 1 364 cm³ - 1ND

Type KD
- 2000 – 2 982 cm³ - 1KD
- 2001 – 2 494 cm³ - 2KD

Type AD
- 2006–2019 – 1 998 cm³ - 1AD
- 2005–2015 – 2 231 cm³ - 2AD

Type WW
- 2013–2018 – 1 598 cm³ - 1WW
- 2015–2018 – 1 995 cm³ - 2WW

Type GD
- 2015 – 2 755 cm³ - 1GD
- 2015 – 2 393 cm³ - 2GD

### 5 cylindres en ligne
Type PZ
- 1990–2001 – 3 470 cm³ - 1PZ

### 6 cylindres en ligne
Type D
- 1956–1961 – 5 890 cm³ - 1D
- 1962–1979 – 6 494 cm³ - 2D

Type H
- 1967-1980 - 3 576 cm3 - H
- 1980-1990 - 3 980 cm3 - 2H
- 1985-1989 - 3 980 cm3 - 12H

Type HZ
- 1990-Present – 4 164 cm³ - 1HZ

Type HD
- 1989-2007 – 4 164 cm³ - 1HD

### V6
Type F33A
- 2021–Present – 3 345 cm³ - F33A

### V8
Type VD
- 2007–Present – 4 461 cm³ - 1VD